# Sportvereinigung Ried von 1912
Lo Sportvereinigung Ried von 1912, comunemente abbreviato in SV Ried, è una società calcistica austriaca, con sede a Ried im Innkreis nell'Alta Austria e militante nella Erste Liga, seconda divisione del campionato austriaco di calcio.
Per ragioni di sponsor, il nome completo della squadra per la stagione 2018-2019 è SV Josko Fenster Ried.

## Storia
Il club nacque il 5 maggio 1912 e partecipò ai campionati regionali dell'Alta Austria fino al 1991, quando per la prima volta fu promosso ai campionati nazionali.
La prima promozione del Ried nella massima categoria austriaca avvenne nel 1994-1995.
Con il passare degli anni aumentò anche il prestigio della squadra, specialmente in seguito alla vittoria della ÖFB-Cup nel 1997-1998, grazie alla vittoria in finale contro lo Sturm Graz per 3-1.
La squadra retrocesse in Erste Liga nel torneo 2002-2003, ma due stagioni dopo riuscì a riconquistare la massima serie vincendo il torneo cadetto.
Nel 2005-2006 la squadra ottenne il suo miglior piazzamento in campionato fino a quel momento, concludendo al quarto posto. Qualificandosi alla Coppa Intertoto, nel 2006, diventò sorprendentemente la prima squadra austriaca a vincere tale competizione, guadagnandosi l'accesso alla Coppa UEFA 2006-2007. Nella stessa stagione migliorò il suo primato, con un clamoroso secondo posto finale in Bundesliga, alle spalle del solo Salisburgo.
Nella stagione 2010-2011 si è classificato al quarto posto in campionato, e ha conquistato la seconda coppa della sua storia, dopo aver battuto in finale l'Austria Lustenau per 2-0. Nel 2011-2012 conclude il campionato al 6º posto ma, grazie al raggiungimento della finale di ÖFB-Cup, si qualifica ugualmente per l'Europa League 2012-2013, poiché il Salisburgo si laureò contemporaneamente campione d'Austria.

## Rosa 2024-2025
Aggiornata al 10 gennaio 2025.
| N. |                                 | Ruolo | Calciatore             |
| -- | ------------------------------- | ----- | ---------------------- |
| 1  | Austria (bandiera)              | P     | Andreas Leitner        |
| 3  | Ghana (bandiera)                | D     | Lumor Agbenyenu        |
| 4  | Austria (bandiera)              | C     | Marcel Ziegl           |
| 5  | Giappone (bandiera)             | D     | Nikki Havenaar         |
| 7  | Slovenia (bandiera)             | C     | Nik Marinšek           |
| 8  | Austria (bandiera)              | C     | Martin Rasner          |
| 9  | Austria (bandiera)              | A     | Mark Grosse            |
| 10 | Costa d'Avorio (bandiera)       | C     | Gontie Junior Diomandé |
| 11 | Germania (bandiera)             | C     | Nils Seufert           |
| 13 | Austria (bandiera)              | C     | Sandro Schendl         |
| 14 | Bosnia ed Erzegovina (bandiera) | D     | Belmin Beganović       |
| 15 | Austria (bandiera)              | D     | Matthias Gragger       |
| 17 | Austria (bandiera)              | C     | Philipp Pomer          |
| 18 | Germania (bandiera)             | C     | Fabian Rossdorfer      |
| 19 | Austria (bandiera)              | D     | Fabian Wohlmuth        |
| 20 | Austria (bandiera)              | C     | Ben Wörndl             |

| N. |                           | Ruolo | Calciatore            |
| -- | ------------------------- | ----- | --------------------- |
| 21 | Austria (bandiera)        | D     | David Bumberger       |
| 26 | Austria (bandiera)        | C     | Jonas Mayer           |
| 28 | Costa d'Avorio (bandiera) | A     | Wilfried Eza          |
| 29 | Austria (bandiera)        | C     | Diego Madritsch       |
| 30 | Germania (bandiera)       | C     | Oliver Steurer        |
| 31 | Cina (bandiera)           | P     | Shaoziyang Liu        |
| 33 | Austria (bandiera)        | P     | Jonas Wendlinger      |
| 34 | Austria (bandiera)        | P     | Dominik Stöger        |
| 37 | Serbia (bandiera)         | C     | Nikola Stošić         |
| 43 | Austria (bandiera)        | C     | Nemanja Celic         |
| 44 | Austria (bandiera)        | D     | Nico Wiesinger        |
| 66 | Austria (bandiera)        | D     | David Ungar           |
| 70 | Austria (bandiera)        | C     | Oguzhan Özlesen       |
| 74 | Austria (bandiera)        | A     | Marc Andre Schmerböck |
|    | Austria (bandiera)        | A     | Ante Bajic            |

## Rosa 2023-2024
Aggiornata al 22 marzo 2024.
| N. |                                 | Ruolo | Calciatore             |
| -- | ------------------------------- | ----- | ---------------------- |
| 1  | Austria (bandiera)              | P     | Andreas Leitner        |
| 3  | Ghana (bandiera)                | D     | Lumor Agbenyenu        |
| 4  | Austria (bandiera)              | C     | Marcel Ziegl           |
| 5  | Giappone (bandiera)             | D     | Nikki Havenaar         |
| 7  | Slovenia (bandiera)             | C     | Nik Marinšek           |
| 9  | Austria (bandiera)              | A     | Mark Grosse            |
| 10 | Costa d'Avorio (bandiera)       | C     | Gontie Junior Diomandé |
| 11 | Germania (bandiera)             | C     | Nils Seufert           |
| 13 | Austria (bandiera)              | C     | Sandro Schendl         |
| 14 | Bosnia ed Erzegovina (bandiera) | D     | Belmin Beganović       |
| 15 | Austria (bandiera)              | D     | Matthias Gragger       |
| 17 | Austria (bandiera)              | C     | Philipp Pomer          |
| 18 | Germania (bandiera)             | C     | Fabian Rossdorfer      |
| 19 | Austria (bandiera)              | D     | Fabian Wohlmuth        |
| 20 | Austria (bandiera)              | C     | Ben Wörndl             |
| 21 | Austria (bandiera)              | D     | David Bumberger        |

| N. |                                 | Ruolo | Calciatore            |
| -- | ------------------------------- | ----- | --------------------- |
| 23 | Bosnia ed Erzegovina (bandiera) | D     | Arjan Malić           |
| 26 | Austria (bandiera)              | C     | Jonas Mayer           |
| 28 | Costa d'Avorio (bandiera)       | A     | Wilfried Eza          |
| 29 | Austria (bandiera)              | C     | Diego Madritsch       |
| 30 | Germania (bandiera)             | C     | Oliver Steurer        |
| 31 | Cina (bandiera)                 | P     | Shaoziyang Liu        |
| 33 | Austria (bandiera)              | P     | Jonas Wendlinger      |
| 34 | Austria (bandiera)              | P     | Dominik Stöger        |
| 37 | Serbia (bandiera)               | C     | Nikola Stošić         |
| 43 | Austria (bandiera)              | C     | Nemanja Celic         |
| 44 | Austria (bandiera)              | D     | Nico Wiesinger        |
| 66 | Austria (bandiera)              | D     | David Ungar           |
| 70 | Austria (bandiera)              | C     | Oguzhan Özlesen       |
| 74 | Austria (bandiera)              | A     | Marc Andre Schmerböck |
|    | Austria (bandiera)              | A     | Ante Bajic            |

## Rosa 2022-2023
Aggiornata al 30 dicembre 2022.
| N. |                                 | Ruolo | Calciatore             |
| -- | ------------------------------- | ----- | ---------------------- |
| 1  | Austria (bandiera)              | P     | Samuel Şahin-Radlinger |
| 4  | Austria (bandiera)              | C     | Marcel Ziegl           |
| 6  | Austria (bandiera)              | D     | Markus Lackner         |
| 7  | Austria (bandiera)              | A     | Christoph Monschein    |
| 8  | Germania (bandiera)             | C     | Michael Martin         |
| 9  | Austria (bandiera)              | A     | Seifedin Chabbi        |
| 10 | Germania (bandiera)             | C     | Julian Wießmeier       |
| 11 | Austria (bandiera)              | C     | Denizcan Cosgun        |
| 12 | Austria (bandiera)              | P     | Andreas Leitner        |
| 14 | Bosnia ed Erzegovina (bandiera) | D     | Belmin Beganović       |
| 15 | Austria (bandiera)              | D     | Matthias Gragger       |
| 17 | Austria (bandiera)              | C     | Philipp Pomer          |
| 18 | Germania (bandiera)             | A     | Robin Ungerath         |

| N. |                           | Ruolo | Calciatore             |
| -- | ------------------------- | ----- | ---------------------- |
| 19 | Austria (bandiera)        | D     | Julian Turi            |
| 20 | Austria (bandiera)        | D     | Philipp Birglehner     |
| 21 | Croazia (bandiera)        | A     | Leo Mikić              |
| 22 | Austria (bandiera)        | C     | Stefan Nutz            |
| 23 | Austria (bandiera)        | D     | Josef Weberbauer       |
| 24 | Austria (bandiera)        | D     | Tin Plavotic           |
| 25 | Austria (bandiera)        | C     | Luca Kronberger        |
| 31 | Germania (bandiera)       | C     | Agyemang Diawusie      |
| 33 | Austria (bandiera)        | P     | Jonas Wendlinger       |
| 36 | Austria (bandiera)        | P     | Patrick Moser          |
| 37 | Serbia (bandiera)         | C     | Nikola Stošić          |
| 45 | Costa d'Avorio (bandiera) | C     | Gontie Junior Diomandé |
| 66 | Austria (bandiera)        | D     | David Ungar            |

## Rosa 2021-2022
Aggiornata al 15 febbraio 2022.
| N. |                     | Ruolo | Calciatore             |
| -- | ------------------- | ----- | ---------------------- |
| 1  | Austria (bandiera)  | P     | Samuel Şahin-Radlinger |
| 2  | Austria (bandiera)  | D     | Luca Meisl             |
| 4  | Austria (bandiera)  | C     | Marcel Ziegl           |
| 5  | Austria (bandiera)  | D     | Michael Lercher        |
| 9  | Austria (bandiera)  | A     | Seifedin Chabbi        |
| 10 | Germania (bandiera) | C     | Julian Wießmeier       |
| 11 | Austria (bandiera)  | C     | Daniel Offenbacher     |
| 15 | Austria (bandiera)  | D     | Matthias Gragger       |
| 16 | Austria (bandiera)  | C     | Markus Lackner         |
| 17 | Austria (bandiera)  | C     | Philipp Pomer          |
| 18 | Germania (bandiera) | A     | Robin Ungerath         |
| 20 | Austria (bandiera)  | C     | Murat Şatin            |

| N. |                           | Ruolo | Calciatore             |
| -- | ------------------------- | ----- | ---------------------- |
| 21 | Croazia (bandiera)        | A     | Leo Mikić              |
| 22 | Austria (bandiera)        | C     | Stefan Nutz            |
| 23 | Austria (bandiera)        | D     | Josef Weberbauer       |
| 24 | Croazia (bandiera)        | D     | Tin Plavotic           |
| 25 | Austria (bandiera)        | D     | Felix Seiwald          |
| 26 | Austria (bandiera)        | C     | Nicolas Zdichynec      |
| 30 | Serbia (bandiera)         | D     | Miloš Jovičić          |
| 32 | Austria (bandiera)        | P     | Lukas Gütlbauer        |
| 33 | Austria (bandiera)        | P     | Jonas Wendlinger       |
| 36 | Austria (bandiera)        | P     | Patrick Moser          |
| 37 | Serbia (bandiera)         | C     | Nikola Stošić          |
| 55 | Costa d'Avorio (bandiera) | C     | Gontie Junior Diomandé |

## Rosa 2020-2021
Aggiornata al 12 febbraio 2021.
| N. |                     | Ruolo | Calciatore             |
| -- | ------------------- | ----- | ---------------------- |
| 1  | Austria (bandiera)  | P     | Samuel Şahin-Radlinger |
| 2  | Austria (bandiera)  | D     | Luca Meisl             |
| 3  | Austria (bandiera)  | D     | Manuel Kerhe           |
| 4  | Austria (bandiera)  | C     | Marcel Ziegl           |
| 5  | Austria (bandiera)  | D     | Michael Lercher        |
| 6  | Austria (bandiera)  | D     | Constantin Reiner      |
| 7  | Austria (bandiera)  | C     | Marcel Canadi          |
| 8  | Austria (bandiera)  | A     | Patrick Schmidt        |
| 9  | Austria (bandiera)  | A     | Bernd Gschweidl        |
| 10 | Germania (bandiera) | C     | Julian Wießmeier       |
| 11 | Austria (bandiera)  | C     | Daniel Offenbacher     |
| 12 | Austria (bandiera)  | C     | Ante Bajic             |
| 14 | Ghana (bandiera)    | D     | Kennedy Boateng        |
| 16 | Austria (bandiera)  | C     | Markus Lackner         |

| N. |                     | Ruolo | Calciatore             |
| -- | ------------------- | ----- | ---------------------- |
| 17 | Austria (bandiera)  | A     | Marco Grüll            |
| 18 | Ungheria (bandiera) | A     | Filip Borsos           |
| 19 | Ghana (bandiera)    | A     | Sadam Sulley           |
| 20 | Austria (bandiera)  | C     | Murat Şatin            |
| 22 | Austria (bandiera)  | C     | Stefan Nutz            |
| 23 | Austria (bandiera)  | D     | Manuel Haas            |
| 25 | Austria (bandiera)  | C     | Patrick Möschl         |
| 28 | Austria (bandiera)  | D     | Thomas Reifeltshammer  |
| 30 | Ghana (bandiera)    | A     | Seth Paintsil          |
| 31 | Austria (bandiera)  | D     | Balakiyem Takougnadi   |
| 32 | Austria (bandiera)  | P     | Lukas Gütlbauer        |
| 34 | Moldavia (bandiera) | P     | Daniel-Edward Daniliuc |
| 37 | Serbia (bandiera)   | C     | Nikola Stošić          |

## Stagioni passate
- 2011-2012
- 2014-2015
- 2015-2016
- 2016-2017
- 2017-2018

## Stadio
Il Ried gioca le partite casalinghe alla Keine Sorgen Arena, costruita nel 2003, con una capienza di 7.600 posti. In precedenza, il club giocava al Rieder Stadion, che aveva una capacità di soli 1.100 posti a sedere.

## Storia allenatori
- Klaus Roitinger (1º luglio 1988 – 31 maggio 1999)
- Heinz Hochhauser (1º luglio 1999 – 31 maggio 2000)
- Helmut Kronjäger (1º luglio 2000 – 20 aprile 2001)
- Alfred Tatar (21 aprile 2001 – 21 marzo 2002)
- Gerhard Schweitzer (26 marzo 2002 – 13 maggio 2003)
- Klaus Roitinger (interim) (14 maggio 2003 – 31 maggio 2003)
- Petar Segrt (1º luglio 2003 – 31 dicembre 2003)
- Andrzej Lesiak (1º gennaio 2004 – 30 giugno 2004)
- Heinz Hochhauser (1º luglio 2004 – 31 maggio 2006)
- Helmut Kraft (1º giugno 2006 – 22 ottobre 2007)
- Thomas Weissenböck (22 ottobre 2007 – 6 aprile 2008)
- Michael Angerschmid (interim) (9 aprile 2008 – 30 giugno 2008)
- Georg Zellhofer (8 maggio 2008 – 2 giugno 2008)
- Gerhard Schweitzer (interim) (2 luglio 2008 – 11 giugno 2008)

- Paul Gludovatz (11 luglio 2008 – 19 marzo 2012)
- Gerhard Schweitzer (interim) (20 marzo 2012 – 31 maggio 2012)
- Heinz Fuchsbichler (1º giugno 2012 – 6 novembre 2012)
- Gerhard Schweitzer (interim) (6 novembre 2012 – 9 dicembre 2012)
- Michael Angerschmid (9 dicembre 2012 – 31 maggio 2014)
- Oliver Glasner (1º giugno 2014–31 maggio 2015)
- Helgi Kolviðsson (1º giugno 2015–16 agosto 2015)
- Paul Gludovatz (16 agosto 2015–30 giugno 2016)
- Christian Benbennek (1º luglio 2016–28 febbraio 2017)
- Lassaad Chabbi (1º marzo 2017–2 aprile 2018)
- Franz Schiemer (2 aprile 2018–18 aprile 2018)
- Thomas Weissenböck (18 aprile 2018–12 novembre 2018)
- Miron Muslic (12 novembre 2018–25 novembre 2018)
- Gerald Baumgartner (1º gennaio 2019–)

## Storia coppe europee
Q = Qualificazione
PO = Play-Off
| stagione | Competitione          | Round    | Paese                  | Squadra           | Casa | Trasferta | Somma |
| -------- | --------------------- | -------- | ---------------------- | ----------------- | ---- | --------- | ----- |
| 1996     | UEFA Intertoto Cup    | Group 4  | Polonia (bandiera)     | Zagłębie Lubin    |      | 1–2       |       |
| 1996     | UEFA Intertoto Cup    | Group 4  | Danimarca (bandiera)   | Silkeborg IF      | 0–3  |           |       |
| 1996     | UEFA Intertoto Cup    | Group 4  | Galles (bandiera)      | Conwy United FC   |      | 2–1       |       |
| 1996     | UEFA Intertoto Cup    | Group 4  | Belgio (bandiera)      | RSC Charleroi     | 1–3  |           |       |
| 1997     | UEFA Intertoto Cup    | Group 12 | Grecia (bandiera)      | Iraklis Saloniki  | 3–1  |           |       |
| 1997     | UEFA Intertoto Cup    | Group 12 | Malta (bandiera)       | Floriana          |      | 2–1       |       |
| 1997     | UEFA Intertoto Cup    | Group 12 | Georgia (bandiera)     | Merani-91 Tbilisi | 1–3  |           |       |
| 1997     | UEFA Intertoto Cup    | Group 12 | Russia (bandiera)      | Torpedo Mosca     |      | 0–2       |       |
| 1998/99  | UEFA Cup Winners' Cup | 1        | Ungheria (bandiera)    | MTK Budapest      | 2–0  | 1–0       | 3–0   |
| 1998/99  | UEFA Cup Winners' Cup | 2        | Israele (bandiera)     | Maccabi Haifa     | 2–1  | 1–4       | 3–5   |
| 2001     | UEFA Intertoto Cup    | 1        | Georgia (bandiera)     | WIT Georgia       | 2–1  | 0–1       | 2–2   |
| 2006     | UEFA Intertoto Cup    | 2        | Georgia (bandiera)     | Dinamo Tbilisi    | 3–1  | 1–0       | 4–1   |
| 2006     | UEFA Intertoto Cup    | 3R       | Moldavia (bandiera)    | FC Tiraspol       | 3–1  | 1–1       | 4–2   |
| 2006/07  | UEFA Cup              | Q2       | Svizzera (bandiera)    | Sion              | 0–0  | 0–1       | 0–1   |
| 2007/08  | UEFA Cup              | Q1       | Azerbaigian (bandiera) | Neftchi Baku      | 3–1  | 1–2       | 4–3   |
| 2007/08  | UEFA Cup              | Q2       | Svizzera (bandiera)    | Sion              | 1–1  | 0–3       | 1–4   |
| 2011/12  | Europa League         | Q3       | Danimarca (bandiera)   | Brøndby IF        | 2–0  | 2–4       | 4–4   |
| 2011/12  | Europa League         | PO       | Paesi Bassi (bandiera) | PSV               | 0–0  | 0–5       | 0–5   |

## Palmarès

### Competizioni nazionali
- Coppa d'Austria: 2

1997-1998, 2010-2011
- Erste Liga: 3

2004-2005, 2019-2020, 2024-2025

### Competizioni regionali
- Coppa dell'Alta Austria: 2

1926-1927, 1985-1986
- Campionato dell'Alta Austria: 3

1987-1988, 1989-1990, 1990-1991

### Altri piazzamenti
- Campionato austriaco:

Secondo posto: 2006-2007
- Coppa d'Austria:

Finalista: 2011-2012, 2021-2022
Semifinalista: 1998-1999, 2003-2004, 2005-2006, 2009-2010, 2012-2013, 2022-2023
- Supercoppa d'Austria:

Finalista: 1998

## Statistiche e record

### Statistiche nelle competizioni UEFA
Tabella aggiornata alla fine della stagione 2018-2019.
| Competizione                  | Partecipazioni | G  | V | N | P | RF | RS |
| ----------------------------- | -------------- | -- | - | - | - | -- | -- |
| Coppa delle Coppe             | 1              | 4  | 3 | 0 | 1 | 5  | 6  |
| Coppa UEFA/UEFA Europa League | 3              | 10 | 2 | 3 | 5 | 9  | 17 |
| Coppa Intertoto               | 4              | 14 | 7 | 1 | 6 | 20 | 21 |